# Walserhaus

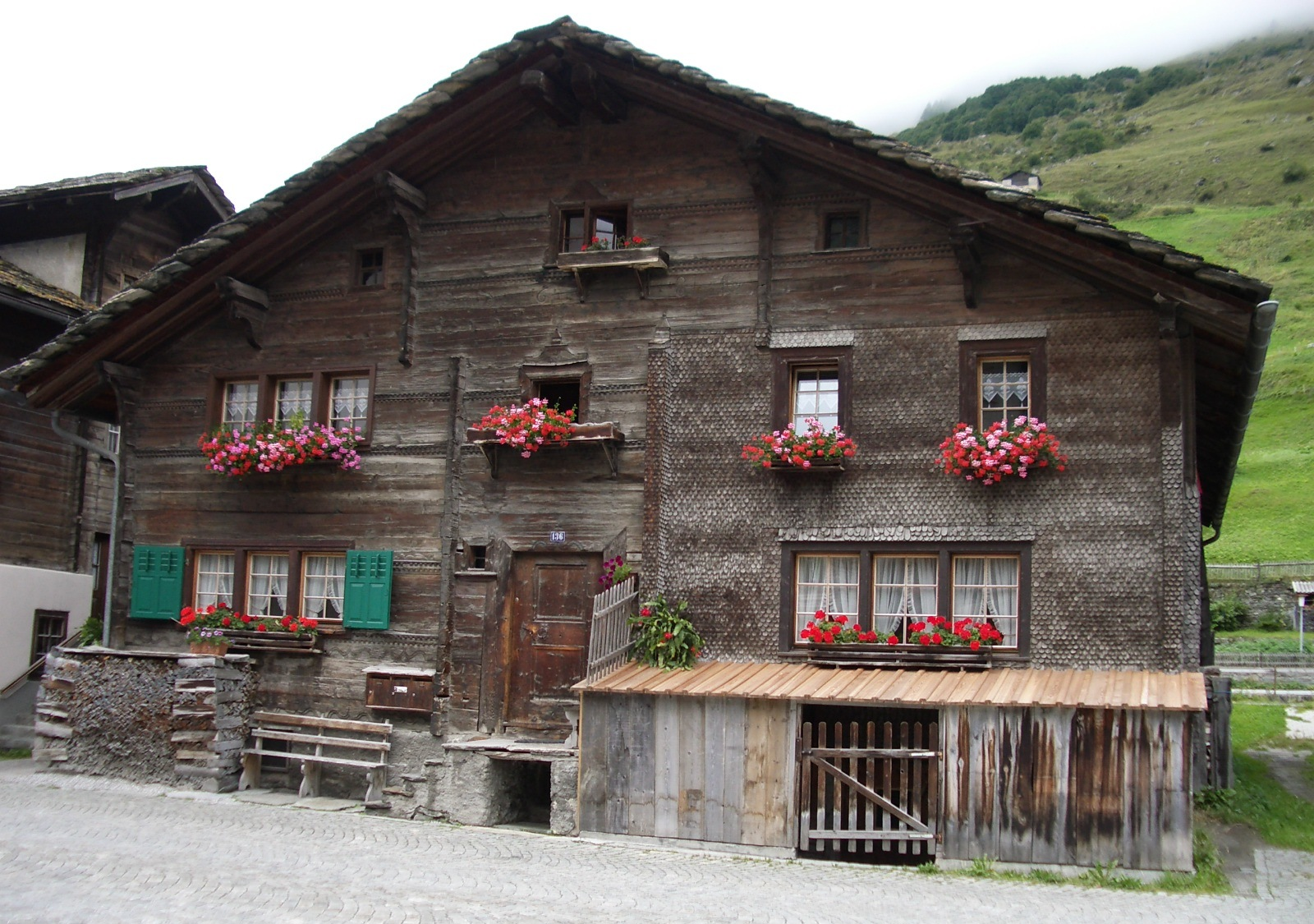
Walserhaus am Dorfplatz von Vals

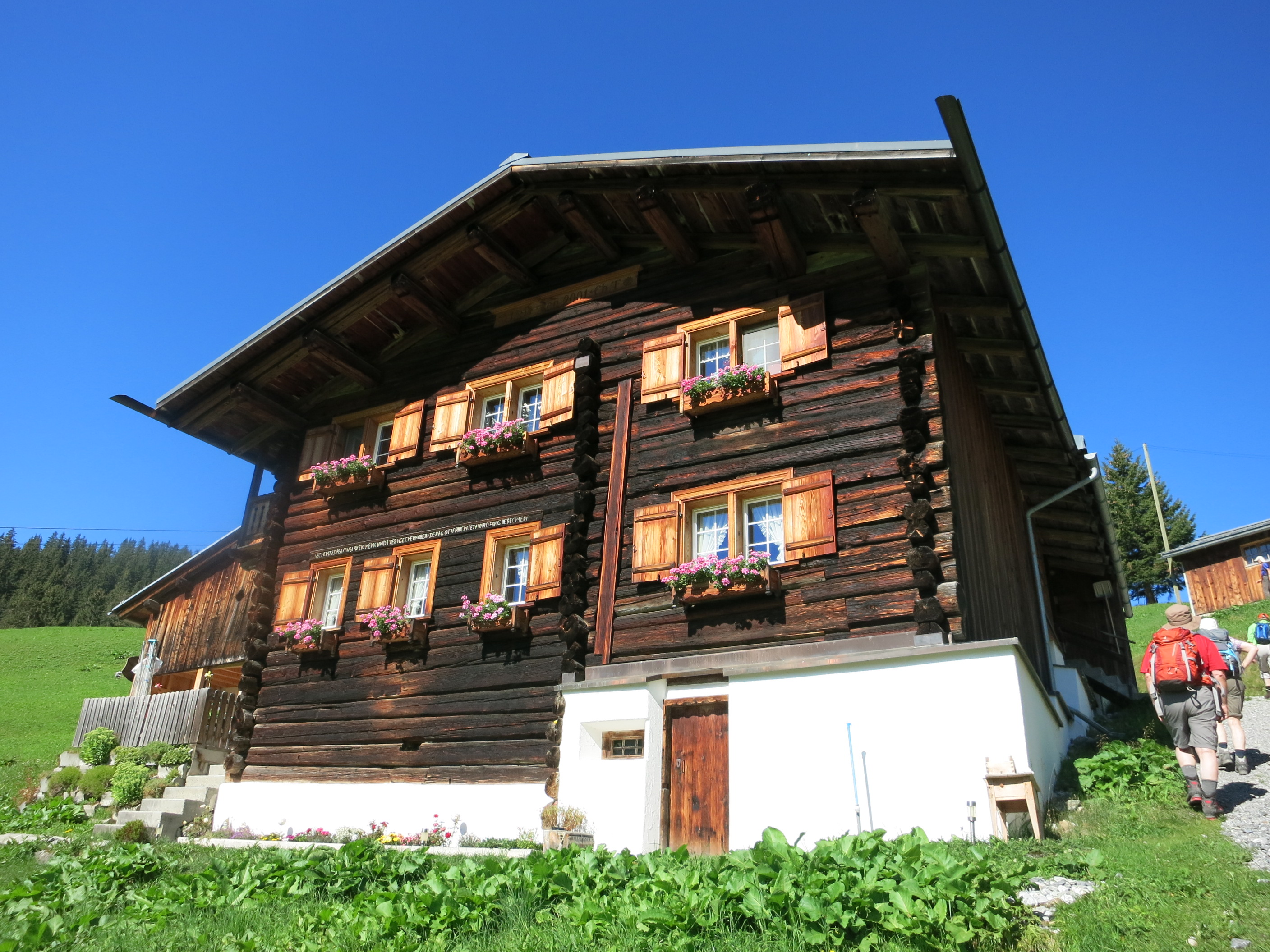
St. Antönien, Walserhaus von 1394

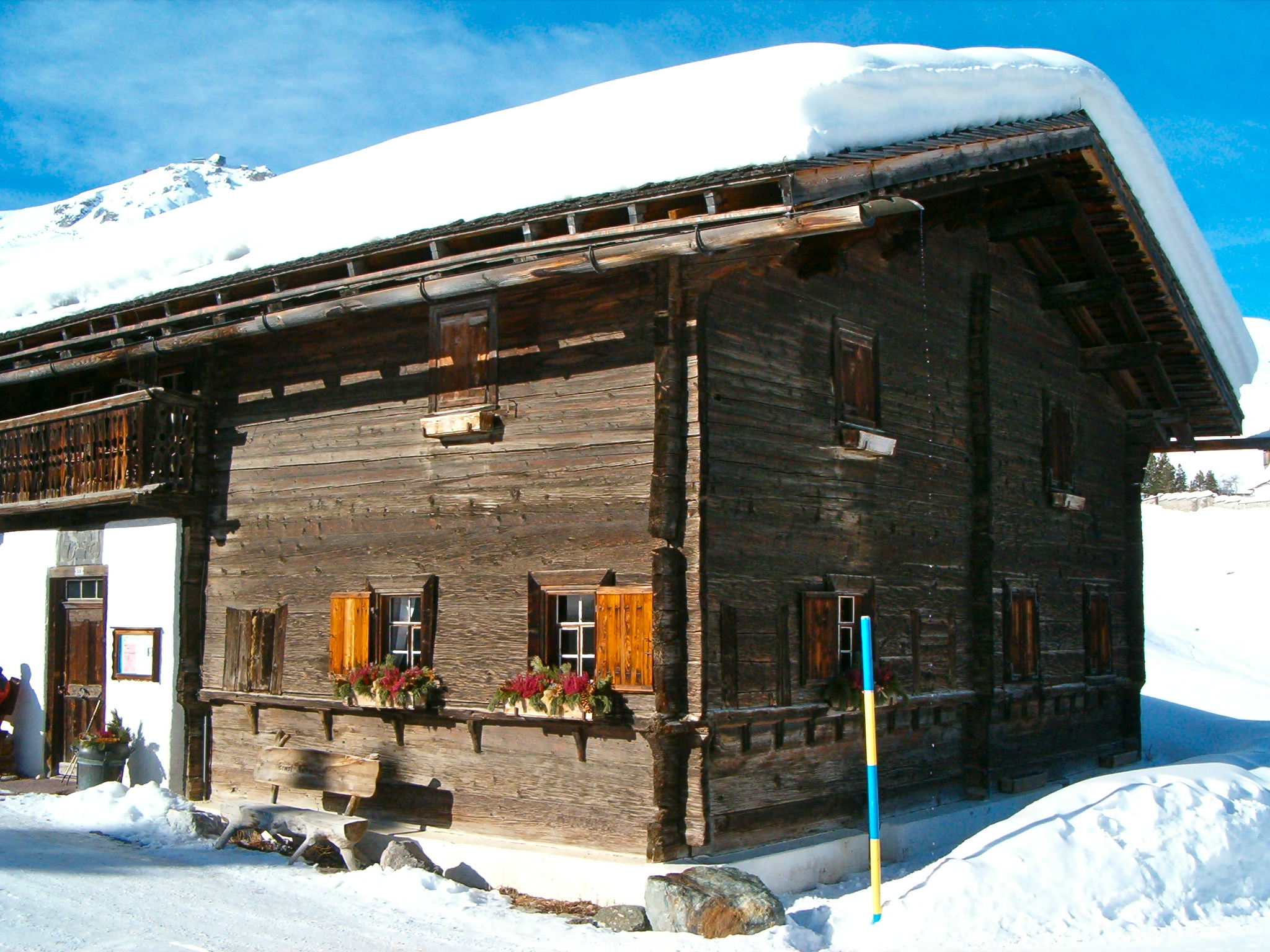
Das Eggahuus in Arosa, heute Heimatmuseum

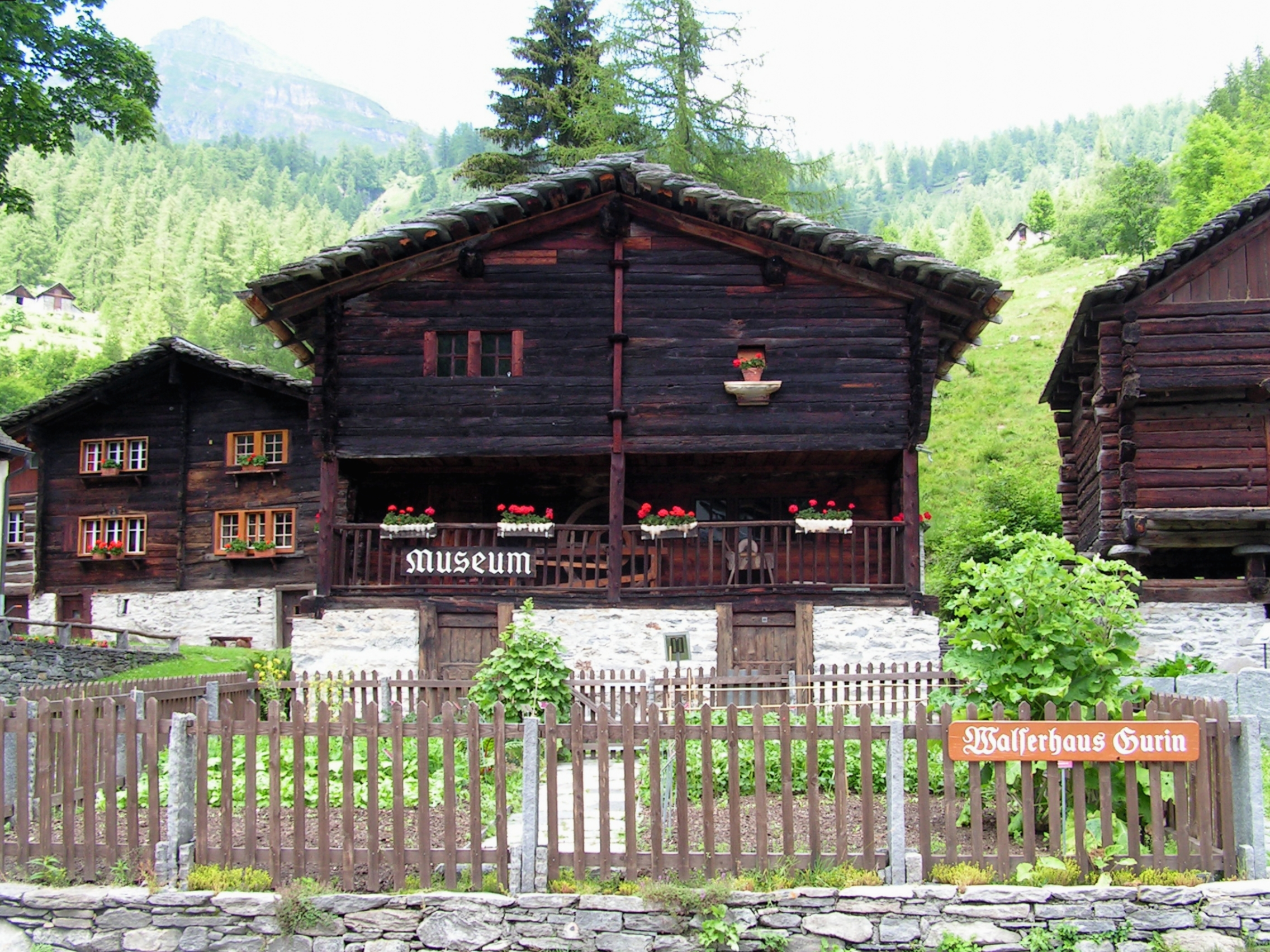
Museum Walserhaus, Bosco/Gurin

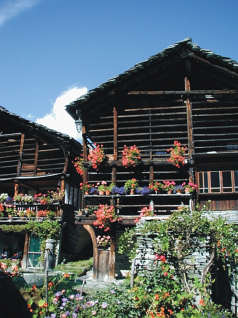
Walsermuseum in Alagna Valsesia

Walserhaus ist eine volkstümliche Bezeichnung für die ganz oder mehrheitlich aus Holz errichteten Häuser, die sich in den im Mittelalter von den Walsern besiedelten Alpentälern finden.

## Haustypen
Ein für alle Regionen typisches Walserhaus gibt es nicht, und ebenso wenig kommt der Bautyp allein bei den Walsern vor. Das sogenannte Walserhaus gehört teils zum Typus des reinen Holzhauses in Blockbauweise, teils zum Typus des die Holz- und Steinbauweise kombininierenden Gotthardhauses.
- Der reine Holzbau war für das gesamte Nordalpengebiet bis hinein in die Nordostschweiz typisch (auch das traditionelle Engadinerhaus ist ein Blockbau, der erst sekundär mit einem Steinmantel umgeben wurde, ebenso das ältere Appenzellerhaus und Toggenburgerhaus, das sich häufig verschalt und vertäfert vorfindet). Darüber hinaus findet sich der reine Holzbau im obersten Wallis (Obergommerhaus) und von da aus bei den Südwalsern in Formazza/Pomatt und Bosco/Gurin, aber auch im untersten, französischsprachigen Teil des Kantons (Val d’Illiez). Der reine Holzbau gehört zur verhältnismässig regenfeuchten Nordabdachung der Alpen, die mit ihren Tannenwäldern den wichtigsten Baustoff für den Blockbau lieferte.
- Das Gotthardhaus wiederum, eine Berührung von Süd und Nord, verbindet den gemauerten Küchenteil mit der in Holzbauweise aufgeführten (gewätteten) Stube. Es ist für das gesamte inneralpine Gebiet beidseits der Wasserscheide typisch und damit auch für weite Teile des Wallis; in Teilen Graubündens wie den walserischen Talschaften Davos und Prättigau steht das Gotthardhaus neben dem reinen Holzhaus.[2]

## Wohnhaus
Für den Bau wurden Vierkantbalken aus Lärchenholz von circa 16 cm Dicke verwendet. An den Ecken wurden die Balken verstrickt. Die Fugen wurden mit Moos abgedichtet, so dass man die Innenwände nicht vertäfern musste. Die unbehandelten hellen Balken färbten sich unter der Sonne mit der Zeit schwarz.
Wo es leicht spaltbare Granitplatten gab, wurden die Dächer damit gedeckt, so zum Beispiel in Törbel oder in Vals. Diese Dächer sind oft heute noch im Originalzustand anzutreffen. Schieferplatten, wie sie zum Beispiel im Raum Ried/Brig verwendet wurden, waren weniger dauerhaft. Noch weniger lang hielt sich das Holz von Schindeldächern, eine Eindeckung, die unter anderem in Eischoll und Silbertal ausgeführt wurde. In den letzten Jahrzehnten wurden die Originaldächer oftmals durch Ziegel oder Eternitplatten ersetzt. Vereinzelt wurden die Fassaden der Häuser mit gerundeten Holzschindeln verkleidet.
Da sich das Holz noch lange nach dem Bau verzog, wurden vertikale Elemente möglichst klein gehalten. Dies ist der Grund für die kleinen Fenster der alten Walserhäuser. Damit trotzdem genügend Licht einfallen konnte, wurden Zeilen aus mehreren Fenstern errichtet. Diese Fensterreihen wurden mit verschiedenen Friesen verziert, an denen sich oft das Alter des Gebäudes ablesen lässt. Bei Fensterrenovationen oder -vergrösserungen werden die Friese oft zerstört.
Das Walserhaus war nur teilweise unterkellert.

## Speicher

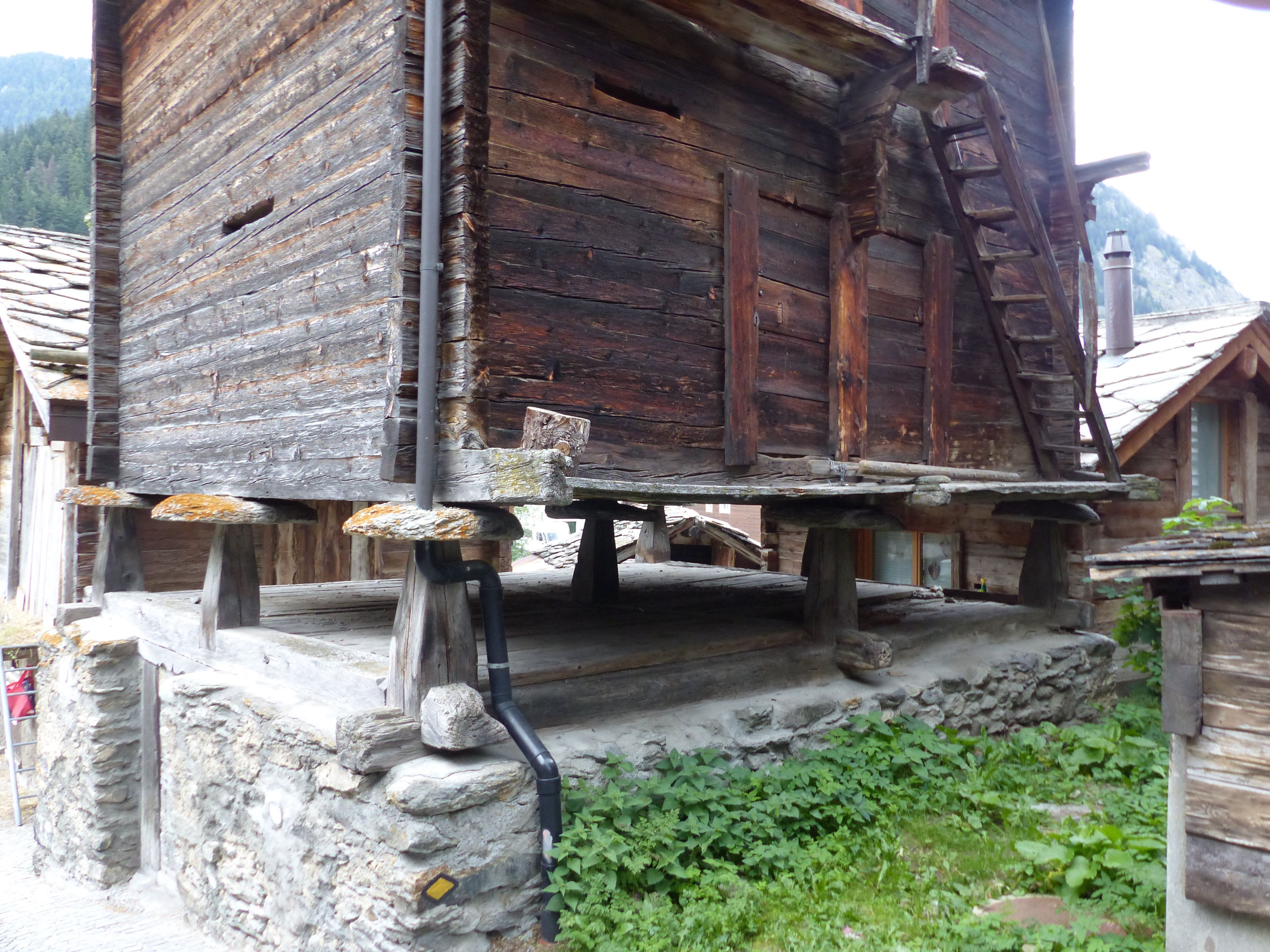
Speicher in Blatten

Der Speicher, in dem das Korn aufbewahrt wurde, war als hölzerner Stelzenbau ausgeführt, damit er vor Bodenfeuchtigkeit geschützt war. Ein allfälliges Untergeschoss diente als Keller oder Lagerraum, aber kaum je als Stall. Speicher wurden geschmückt und nach örtlichem Geschmack abgewandelt, sodass sich von Ort zu Ort recht verschieden gebaute Speicher finden.

## Mäuseplatte

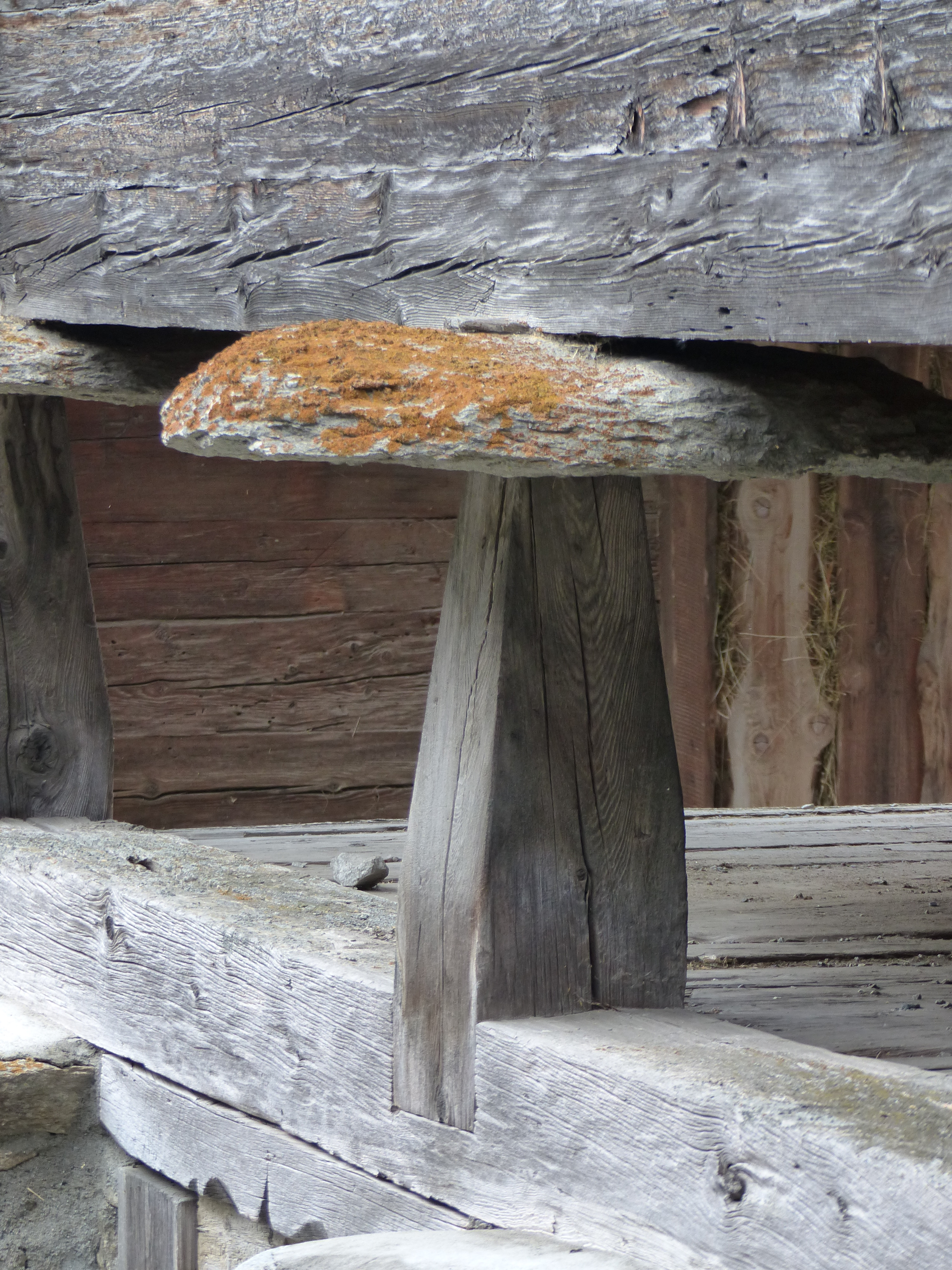
Mäuseplatte

Ein Wahrzeichen der alpinen Baukultur im Wallis und der Walser sind die Stadelbeine mit Mäuseplatten, die zusätzlich Luft zum Trocknen des Getreides zuführen und Schädlingstiere am Eindringen hindern. An den senkrechten Pfosten wurde eine waagrechte Steinplatte aus Schiefer oder Granit eingebaut, deren Flächen so glatt behauen waren, dass sich Schädlinge wie Mäuse, Ratten, Wiesel oder Iltisse an ihrer Unterseite nicht festklammern können.

## Museen
- Das Museo Walser im piemontesischen Alagna Valsesia befindet sich in der Fraktion Z’Kantmud in einem Haus von 1628.
- Das Museum Walserhaus in Bosco/Gurin ist seit 1938 in einem Haus von 1386 untergebracht.
- Das 1601 errichtete «Walserhaus» ist heute als Wohnmuseum eine Abteilung des Walsermuseum Triesenberg in Liechtenstein.